# Antitankwapen

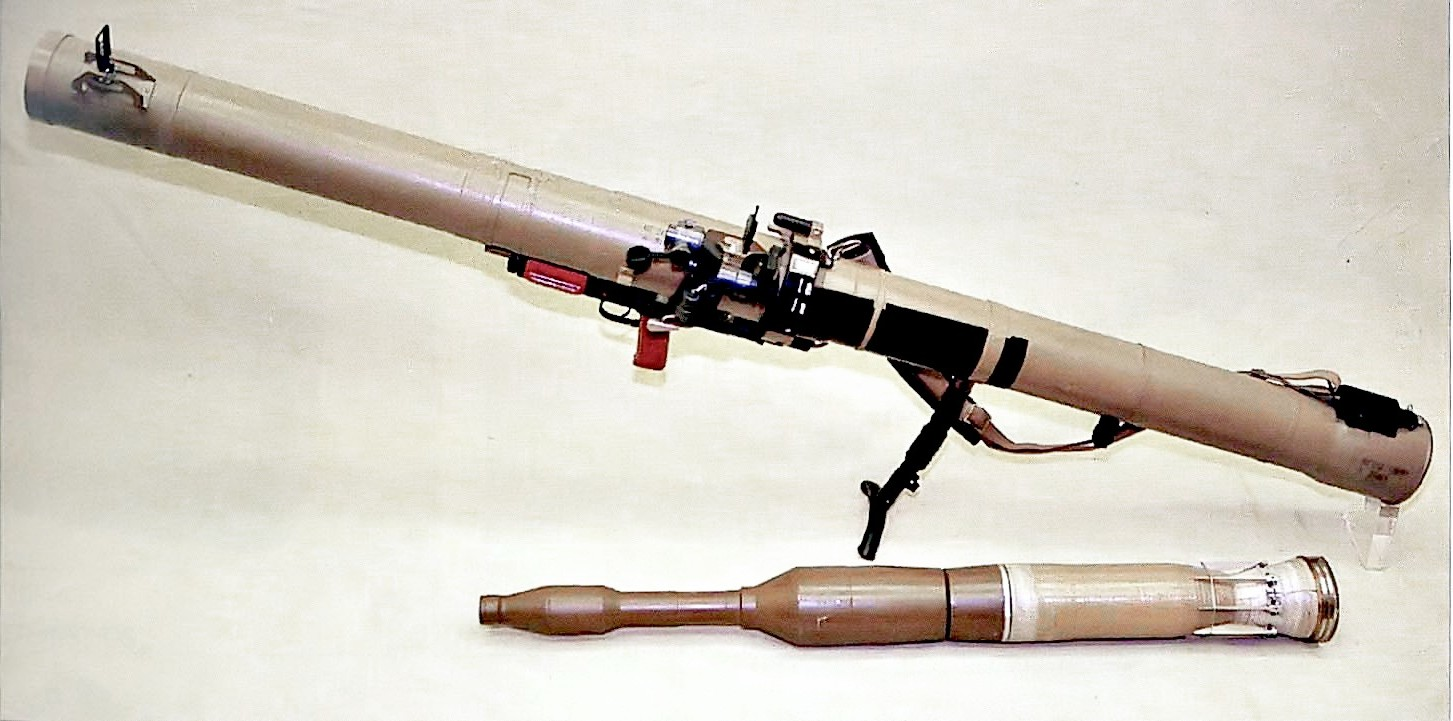
Een Russische RPG-29-raketwerper

Een antitankwapen is een wapen bedoeld om pantservoertuigen, in het bijzonder tanks, uit te schakelen. 
Er bestaan meerdere types antitankwapens. Het meest voorkomend is het pantserafweerkanon; dit kan stationair zijn maar ook op voertuigen gemonteerd zijn zoals tankjagers. Het meest gebruikt in de Tweede Wereldoorlog was eigenaardig genoeg luchtafweergeschut. Verder zijn er verschillende soorten raketten die dezelfde taak kunnen vervullen, daarnaast zijn er draagbare raketwerpers, deze pantserdoorborende wapens worden vanaf de schouder afgevuurd. Ook bestaan er antitankmijnen en antitankgeschut.
Tanks worden voortdurend verbeterd om te voorkomen dat antitankwapens door de bepantsering heen kunnen dringen en op hun beurt worden de antitankwapens weer verbeterd om weer tanks te kunnen vernietigen (zie holle lading en staafpenetrator). In de jaren 1960 leek het antitankwapen te gaan winnen in deze voortdurende strijd, hierna zijn echter weer nieuwe technieken uitgevonden om tanks te beschermen. Antitankwapens gebruiken dikwijls verarmd uranium of wolfraam om pantsers te doorboren. Tanks hebben dikwijls pantserplaten in verarmd uranium of keramiek (boorcarbide, siliciumcarbide, aluminiumoxide) en ook uitstekende zijplaten en kunststoflagen om een projectiel op te vangen of af te buigen of zelfs afweergeschut.